# Hospital psiquiátrico

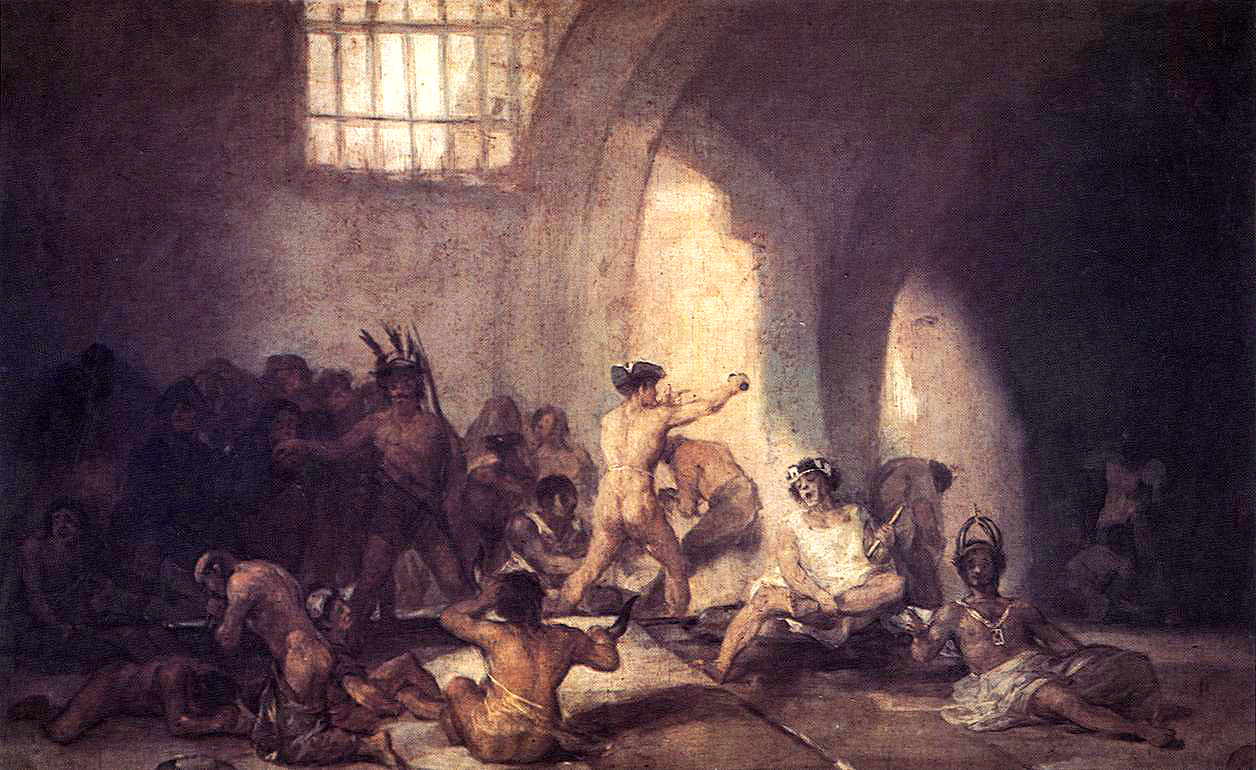
Casa de locos y enfermos mentales, cuadro de Goya que muestra un manicomio de principios del.

Un hospital psiquiátrico u hospital siquiátrico es un hospital dedicado al diagnóstico y tratamiento de enfermedades psiquiátricas que cuenta con internamiento (aloja a las personas en sus establecimientos). Habitualmente funcionan como hospitales monovalentes. Derivan históricamente de los manicomios, los frenopáticos y las loquerías o casas de locos u orates.
En sus orígenes fueron templos griegos, luego al pasar por el periodo del oscurantismo las personas eran recluidas en instituciones donde no recibían tratamiento y cuando presentaban conductas trastornadas eran encadenadas. Fue el francés Philippe Pinel quien, durante la «primera revolución psiquiátrica», hizo retirar las cadenas a estas personas y comenzó a tratarlas humanamente. En España la tradición llegó de los países islámicos y se fundó en Valencia en 1409 por un miembro de la Orden Mercedaria.
En la época moderna empezaron a contar con la mayoría de los servicios médicos de un hospital general además de servicios profesionales específicos para tratar enfermedades mentales: médicos psiquiatras, psicólogos, trabajadores sociales, enfermeros especializados, laboratorios especializados, neurología, medicina interna, farmacia, electrochoque, etcétera.

## Etimología
La etimología de la palabra «manicomio», al igual que otros muchos vocablos empleados en medicina, proviene del griego, concretamente de dos palabras: μανία manía que quiere decir locura, y κομεῖν komeîn que significa 'cuidar'.

## Evolución de su concepción histórica

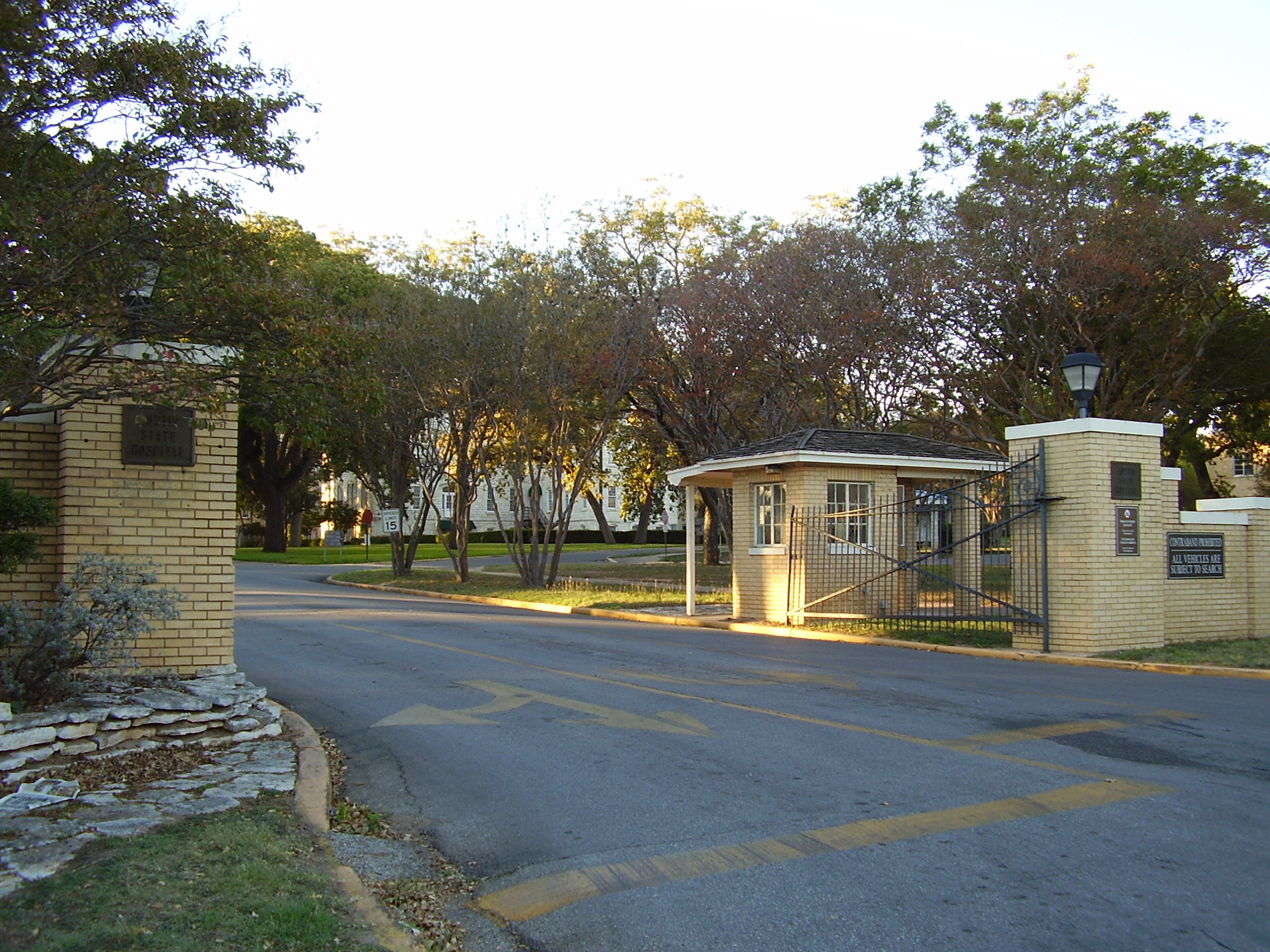
El Hospital Estatal Austin, un hospital psiquiátrico del Departamento Estatal de Servicios de Salud de Texas en Austin (Texas, Estados Unidos).

Como en un origen, fueron instituciones diseñadas para ocultar los trastornos de conductas, perceptivos o del pensamiento y por ser estas manifestaciones movilizadoras para el grupo familiar o el grupo social de origen, se construyeron edificios con fines restrictivos más que terapéuticos, solventados por la caridad y personas con un humanismo basado en la fe religiosa, más que en la comprensión desde lo científico y social: que el cerebro se puede alterar en su funcionamiento y por ende la mente que él contiene y generar manifestaciones no aceptadas por la sociedad. Desde lo social: que las personas tienen derecho a padecer enfermedades y se merecen un trato acorde a su condición de personas con trastornos psiquiátricos

### En España
La tradición llegó desde los países islámicos a partir de un miembro de la Orden Mercedaria llamado Juan Gilaberto Jofré que viajaba con asiduidad a los países islámicos y observó varias instituciones que recluían a los locos. Este propuso la fundación de una institución para «enfermos que tenían que ser tratados por médicos», algo muy moderno para la época. La fundación se realizó en 1409 gracias a varios hombres pudientes de Valencia quienes aportaron fondos para su realización. Se consideró la primera institución en el mundo en esa época especializada en el tratamiento de las enfermedades mentales.

## Variación en las tendencias: «desmanicomialización»
La tendencia en ciertos países fue dirigida hacia la «desmanicomialización»; este fenómeno social se motorizó, por un lado por el avance de los medios para el tratamiento, y por otro por las organizaciones de derechos humanos, que consideraron que un tratamiento menos restrictivo debía ser instaurado.
Los «hospitales colonia» fueron pioneros en este aspecto, pero por surgir en una época pre-farmacológica pronto se vieron saturados por la excesiva derivación de personas afectadas por este tipo de padecimientos; ejemplo de ello es el Hospital Colonia Emilio Vidal Abal de la provincia de Córdoba (Argentina).
En Italia con su famosa Ley 180 (cuyo defensor y exponente fue Franco Basaglia) fue la pionera en este aspecto con una marcada tendencia hacia el tratamiento de estos padecimientos en su medio social. Desde finales de los años 1960, el médico italiano Giorgio Antonucci cuestionó las bases mismas de la psiquiatría; desde 1973 hasta 1996 Antonucci trabajó en el desmantelamiento de los hospitales psiquiátricos Osservanza y Luigi Lolli de Ímola y la liberación – y restitución de la vida – de las personas allí internadas. Esta tendencia permitió lo mismo en ciertos países como en Argentina, dada la conjunción de políticas más democráticas de hospitales de puertas abiertas para las personas con problemas psiquiátricos, como por ejemplo el Hospital neuropsiquiátrico Provincial de Córdoba.